# Roccia magmatica

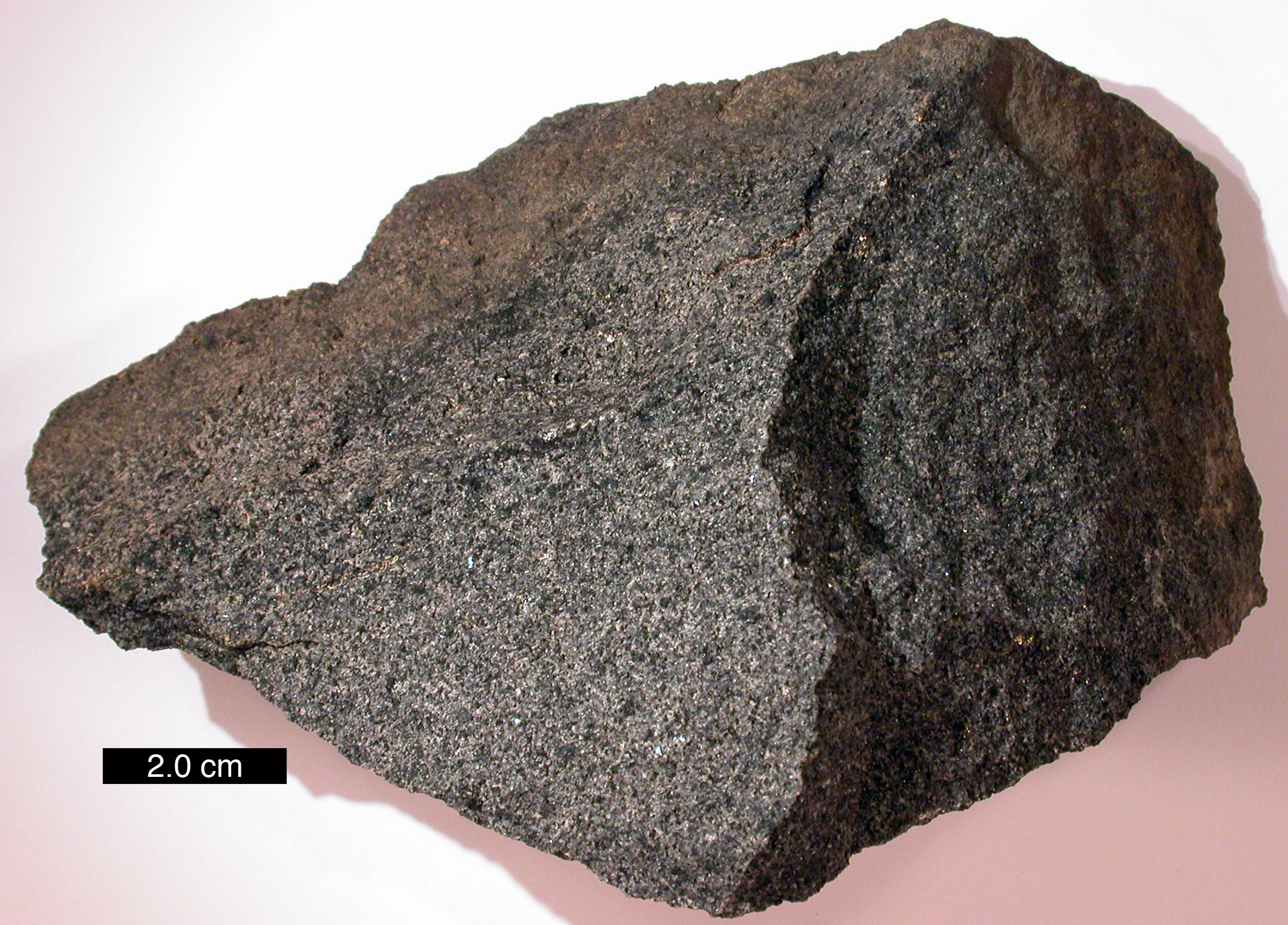
Gabbro

Le rocce magmatiche (dette anche eruttive o ignee, dal latino ignis cioè fuoco) si formano in seguito alla solidificazione di magmi, cioè di masse silicatiche fuse contenenti vari componenti (FeO, MgO, CaO, ecc.) e sostanze volatili (acqua, anidride carbonica, idrogeno, metano, ecc.). Costituiscono approssimativamente il 65% della parte superiore della crosta terrestre; ma, sulla superficie della Terra, la loro reale abbondanza viene mascherata dalla diffusa presenza di un sottile strato di rocce sedimentarie e metamorfiche.

## Generalità

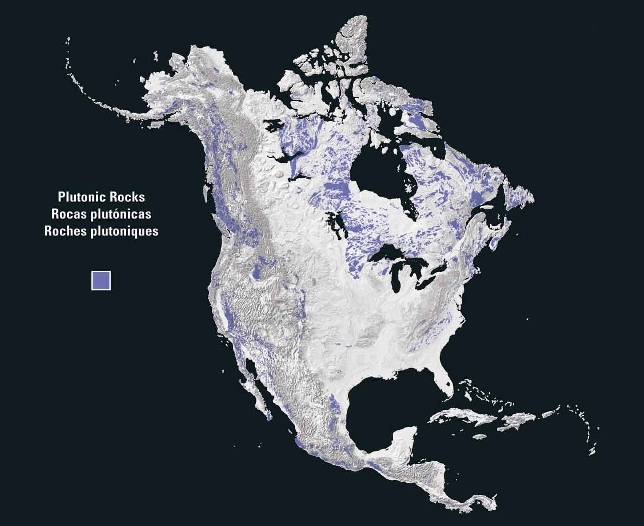
Rocce intrusive in Nord America

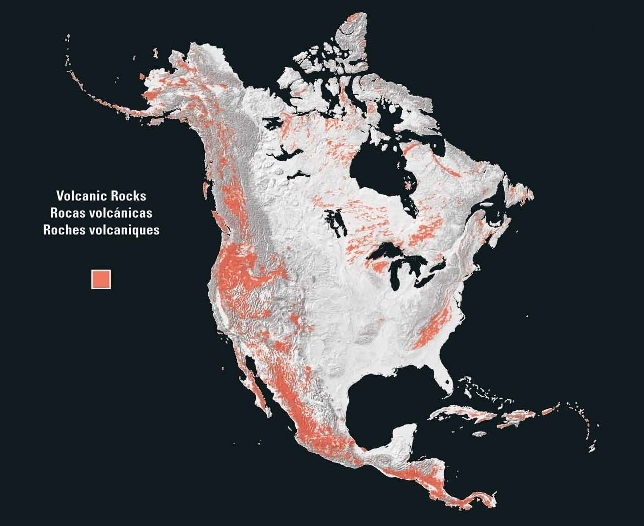
Rocce effusive in Nord America

Il raffreddamento dei magmi in risalita può avvenire all'interno della crosta terrestre, dando origine a rocce intrusive, oppure all'esterno di essa producendo manifestazioni vulcaniche con la formazione di rocce effusive. Le condizioni opportune per la formazione di un magma sono:
- Un aumento locale della temperatura
- L'avvento di fluidi in grado di idratare le rocce e abbassare il loro punto di fusione
- La diminuzione delle pressioni interne che consente la risalita di sostanze in superficie

Temperatura, pressione e componenti volatili regolano il raffreddamento di una massa magmatica
In linea generale le fasi che un magma deve attraversare prima di arrivare a completa solidificazione sono cinque, e cioè:
1. fase di magma surriscaldato: quando è sopra la temperatura di cristallizzazione;
2. fase ortomagmatica: (a circa 1200 °C) dal fuso iniziano processi di cristallizzazione per raffreddamento, cioè dal fuso si separano vari componenti secondo il loro punto di fusione, dalla cui successiva aggregazione si forma una roccia. È questa la fase in cui si formano le più comuni rocce ignee. Si assiste a un forte aumento della pressione di vapore;
3. fase pegmatitica: (a circa 750 °C) la pressione di vapore è massima e il residuo fuso penetra negli spazi vuoti;
4. fase pneumatolitica: (a circa 400-500 °C) il residuo fuso è vaporiforme. La cristallizzazione è minima e i gas, avendo pressioni elevatissime, tendono ad infiltrarsi nelle rocce;
5. fase idrotermale: la temperatura scende fino al valore inferiore a quello critico dell'acqua. In questo modo la massa gassosa, formata prevalentemente da acqua, passa allo stato liquido dando luogo a effetti corrosivi sulle rocce circostanti.

## Significato geologico
Le rocce magmatiche sono importanti sotto l'aspetto geologico perché:
1. la loro composizione chimica fornisce informazioni sulla composizione del mantello, l'involucro dal quale le rocce provengono, sulle condizioni di temperatura e pressione che ne hanno permesso la fuoriuscita e sulla composizione della roccia preesistente prima della fusione;
2. il calcolo della loro età, ottenuta per mezzo delle varie forme di datazione radiometrica, e il confronto dell'età degli strati adiacenti, permette di ricostruire una affidabile sequenza temporale degli eventi geologici;
3. di solito la loro struttura è caratteristica di uno specifico ambiente tettonico, permettendo così delle ricostruzioni compatibili con la Tettonica a zolle;
4. in alcuni casi particolari ospitano importanti depositi di minerali; per esempio, tungsteno, stagno e uranio che sono comunemente associati con i graniti, mentre cromo e platino sono comunemente associati con i gabbri.

## Classificazioni

### In base alle modalità di messa in posto e consolidamento

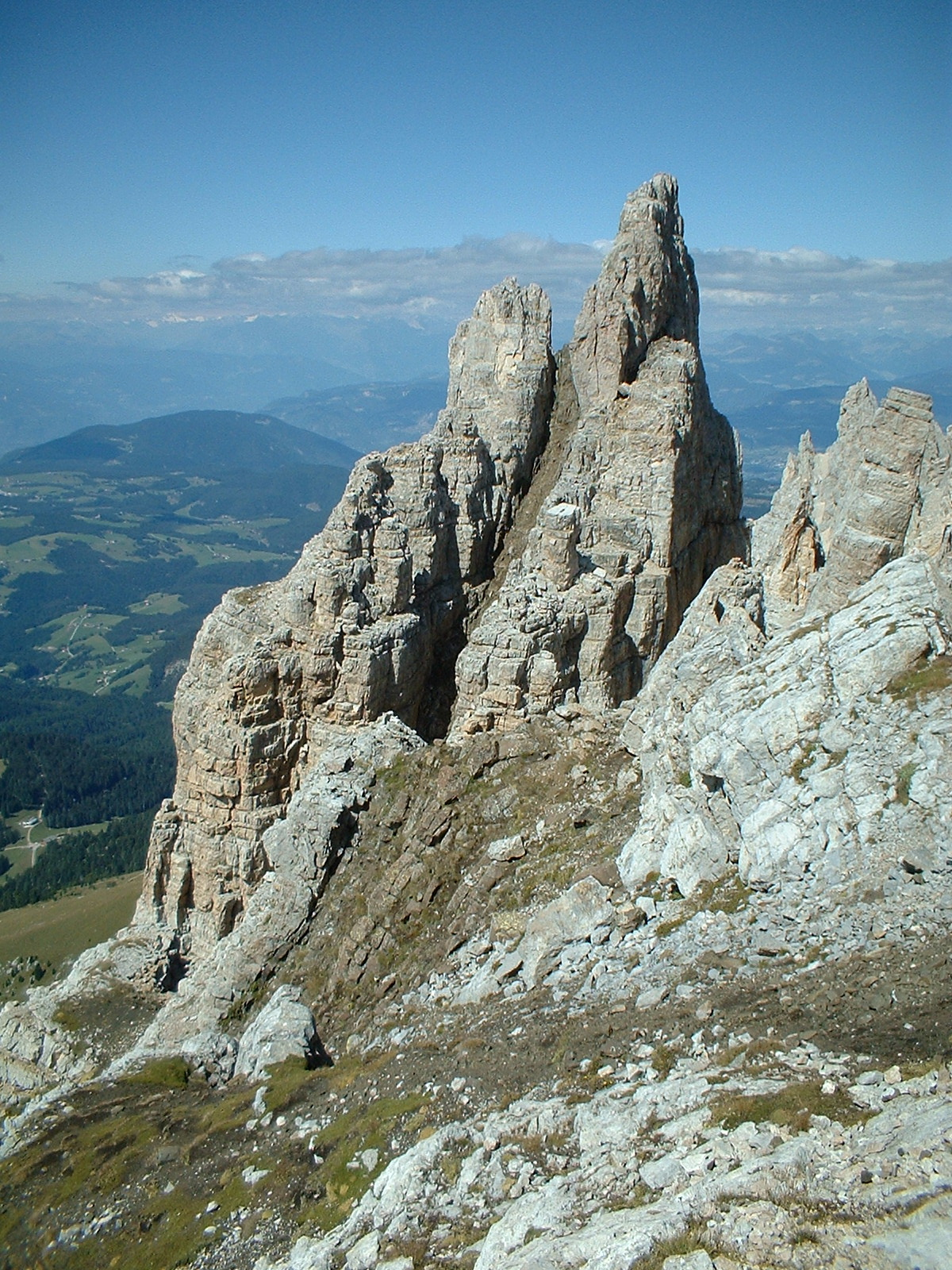
Dicco discordante del complesso eruttivo di Predazzo – Andesite basaltica a tendenza alcalina in Calcare della Marmolada (Ladinico / Carnico - Gruppo del Latemar - Trentino).

Le rocce magmatiche costituiscono il 65% della crosta terrestre e, a seconda che il magma sia solidificato all'interno della crosta terrestre (ad esempio in filoni o dicchi) oppure all'esterno di essa, attraversando il condotto vulcanico per forte pressione dei gas (come durante le colate vulcaniche), si ha l'ulteriore suddivisione in:
- rocce intrusive (o Plutoniche), se la cristallizzazione è avvenuta in profondità, per cui il raffreddamento e la solidificazione avvengono molto lentamente e si possono formare cristalli di notevoli dimensioni che danno alla roccia una struttura granulare; i corpi intrusivi rocciosi consolidati, in funzione della loro forma e dimensione si distinguono in plutoni, batoliti, laccoliti e dicchi.
- rocce effusive (o vulcaniche), se la cristallizzazione è avvenuta anche in superficie per cui il raffreddamento è avvenuto rapidamente e a volte senza che vi sia il tempo affinché si formino i cristalli, infatti nella maggior parte dei casi presentano una struttura amorfa (non cristallina); in base alla loro disposizione sulla superficie terrestre e al loro aspetto si distinguono in lave se consolidate in ambiente subaereo a seguito di effusione del magma, bombe vulcaniche eiettate nell'aria, ignimbriti (formate dal consolidamento di nubi ardenti, sospensioni pesanti di ceneri, brandelli lavici etc., in gas ad elevata temperatura)
- rocce ipoabissali (o filoniane) se il magma consolida a modesta profondità nella crosta, penetrando all'interno di fratture dove, raffreddando, cristallizza

La modalità di raffreddamento del magma determina la struttura delle rocce ignee.
- Nelle rocce intrusive, a causa dei materiali sovrastanti che impediscono una veloce dispersione del calore e grazie alla presenza di pressioni verso l'interno, il magma arriva a cristallizzazione molto lentamente; ecco pertanto spiegata la caratteristica struttura granulare od olocristallina di queste rocce in cui tutti i minerali sono arrivati a cristallizzazione in modo visibile. Tale struttura si scinde in granitoide-granulare (se i cristalli sono tutti di dimensione simile) e porfiroide (se i cristalli non sono tutti di dimensione simile, ma coesistono elementi più grandi, detti fenocristalli, con altri più piccoli).
- Nelle rocce effusive il magma risale fino in superficie, la temperatura e la pressione scendono fino a valori ordinari; in tali condizioni non tutto il magma cristallizza e forma cristalli di dimensioni grandi, i già citati fenocristalli. La struttura di questo tipo di rocce ignee è detta porfirica, in quanto vi sono cristalli di dimensioni apprezzabili immersi in una matrice afanitica (ossia priva di cristalli visibili a occhio nudo).

Si ha una struttura massiccia quando si è in presenza di una massa microcristallina o vetrosa. Una massa vetrosa è una massa in cui non si è avuta cristallizzazione.

### In base alla composizione chimica
Da un punto di vista chimico, i minerali che compongono le rocce magmatiche appartengono essenzialmente a silicati riunibili in due gruppi di minerali:
- minerali sialici: vi prevalgono Si, Al, sono più ricchi di SiO2 (silice), e sono per lo più di colore chiaro.
- minerali femici: vi prevalgono Fe e Mg, sono per lo più di colore scuro (bruno, verde o nero).

Se le caratteristiche cromatiche permettono pertanto una prima indicazione sulle caratteristiche chimiche, la quantità di silice (determinabile con l'analisi chimica) permette di distinguere le rocce magmatiche in:
- Rocce acide: rocce con un contenuto di silice superiore o uguale al 65%
- Rocce intermedie o neutre: rocce con un contenuto di silice tra 52% e 65%
- Rocce basiche: rocce con un contenuto di silice tra 45% e 52%
- Rocce ultrabasiche: rocce con un contenuto di silice inferiore al 45%

Si faccia attenzione che, in questa classificazione, l'acidità e la basicità sono legate al contenuto in silice ( SiO2 ), non a quello degli ioni idrogeno ( H+ ) o idrossido ( OH- ) come normalmente si usa in chimica, (vedi Reazione acido-base). Questa terminologia tradizionale (acido-basico) viene progressivamente sostituita dalla più moderna felsico/mafico.
Collegando le suddette classificazioni, le rocce acide sono più ricche di SiO2 e quindi sono di colore più chiaro delle basiche e ultrabasiche, di colore sempre più scuro.
La temperatura di fusione dei vari silicati è esattamente uguale a quella di cristallizzazione, per definizione (vedi serie di Bowen). Pertanto, a mano a mano che il fuso si raffredda, si separano minerali diversi. Se il magma cristallizza tutto in profondità, e quindi si raffredda lentamente,
- quelli che cristallizzano per primi hanno la forma tipica della specie mineralogica a cui appartengono (habitus idiomorfo)
- quelli che cristallizzano per ultimi (ad es., mica e ortoclasio) assumono una forma irregolare, adattandosi agli spazi rimasti disponibili tra i primi cristalli (habitus allotriomorfo)

Se tuttavia ciò non accade, ad es. nel caso in cui il magma viene eruttato come lava ("rocce effusive"), il brusco raffreddamento successivo impedisce che i cristalli si sviluppino nel modo previsto. Talora appaiono grossi elementi cristallini, detti fenocristalli (corrispondenti ai cristalli formatisi quando la lava è ancora in profondità) immersi in una matrice vetrosa con cristalli minuscoli orientati nella direzione di scorrimento della lava; altre volte, qualora il raffreddamento della lava sia più veloce, non si formano neanche i fenocristalli: è il caso della formazione dell'ossidiana.

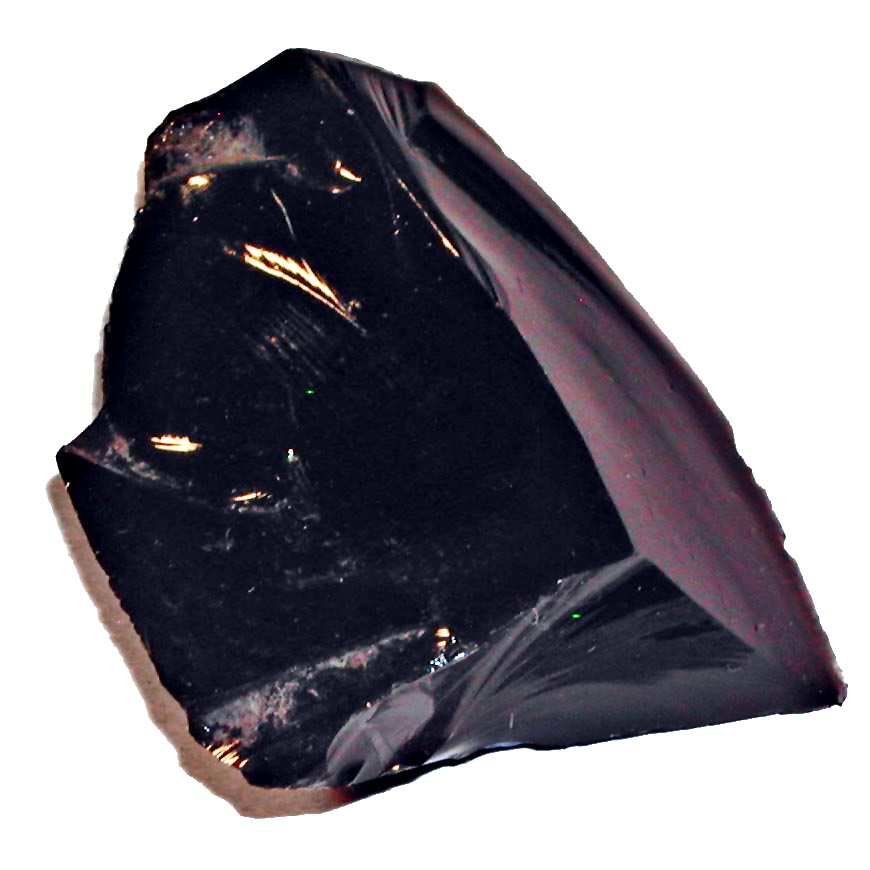
Frammento di ossidiana

## Principali rocce ignee intrusive e corrispondenti rocce effusive
|              | Intrusive | Effusive |
| ------------ | --- | --- |
| Acide        | Graniti: hanno grana medio-mediofine, contengono quarzo traslucido e incolore, feldspati potassici (ortoclasio), scarso plagioclasio e biotite (mica nera). Possono contenere muscovite (se si è in presenza di graniti a due miche), apatiti, zirconi, pirite. Il colore va dal bianco al rosso passando per il rosa. Le masse fuse di tipo granitico, che consolidando danno origine a rocce dure che si estendono anche per centinaia di chilometri, sono dette "batoliti". | Rioliti (o lipariti): sono conosciute meglio con il nome di “porfidi”. Presentano struttura porfirica, quarzo e feldspati. |
| Acide        | Trachiti: sono prive di quarzo ma abbondanti di ortoclasio. Il colore è tendente allo scuro. | |
| Intermedie   | Dioriti: essendo neutre il quarzo è scarso, hanno una miscela equilibrata di composti femici cioè basici (pirosseni e anfiboli) e sialici, cioè acidi (plagioclasi); struttura olocristallina. Il quarzo è presente nelle quarzo-dioriti. Sieniti: sono rocce che contengono feldspati ricchi di sodio, la cui struttura è simile ai graniti, ma sono prive di quarzo. Monzoniti                                                                                               | Andesiti: contengono fenocristalli; il nome di queste rocce deriva dalle Ande, in quanto queste rocce sono il prodotto dell'attività degli allineamenti vulcanici che circondano le fosse abissali. Sono impiegate come rocce ornamentali, essendo molto resistenti. |
| Basiche      | Gabbri: sono rocce molto scure, con plagioclasi, pirosseni, anfiboli. | Basalti: sono tra le rocce più dure esistenti, di colore scuro o verde, molto basiche, impiegate per pavimentazioni stradali e come pietre ornamentali. |
| Ultrabasiche | Peridotiti: sono rocce ultrabasiche, scure e pesanti, formate in prevalenza da elementi ferro-magnesiaci e, quindi, povere di silicio. | Picriti: sono costituite prevalentemente da olivina con piccole percentuali di plagioclasio calcico e in subordine da pirosseno rombico, orneblenda e biotite. |

### Galleria d'immagini: rocce intrusive

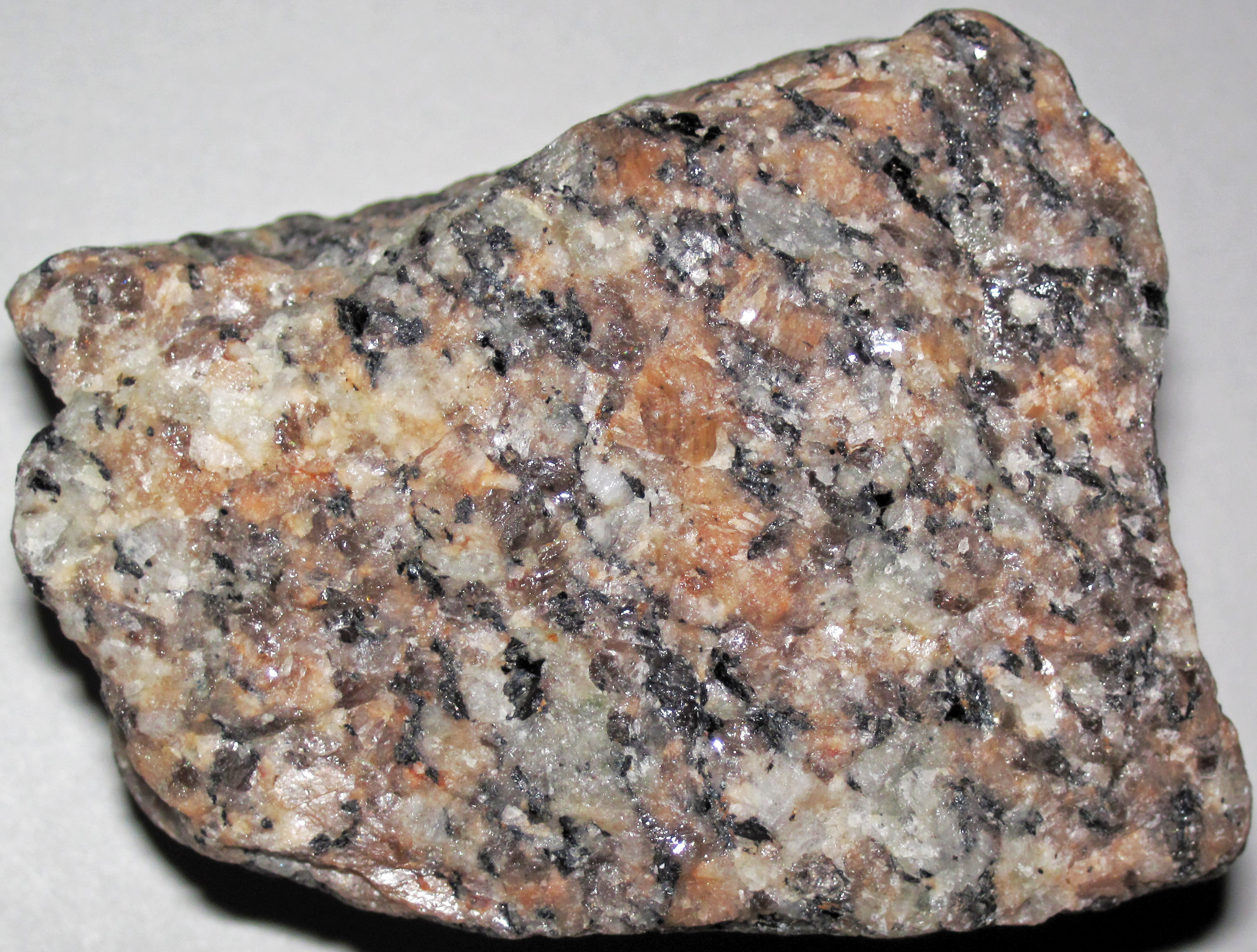
Granito
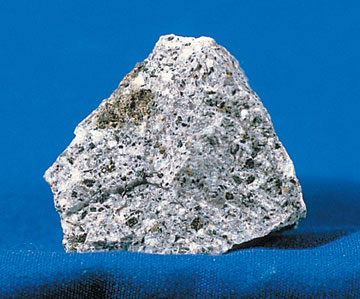
Sienite
Diorite
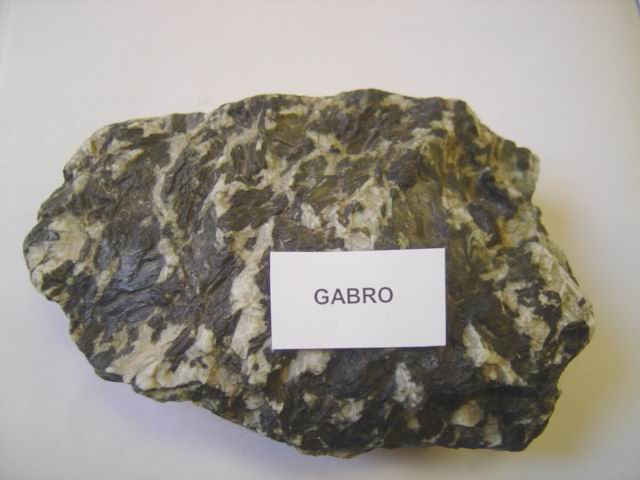
Gabbro

### Galleria d'immagini: rocce effusive

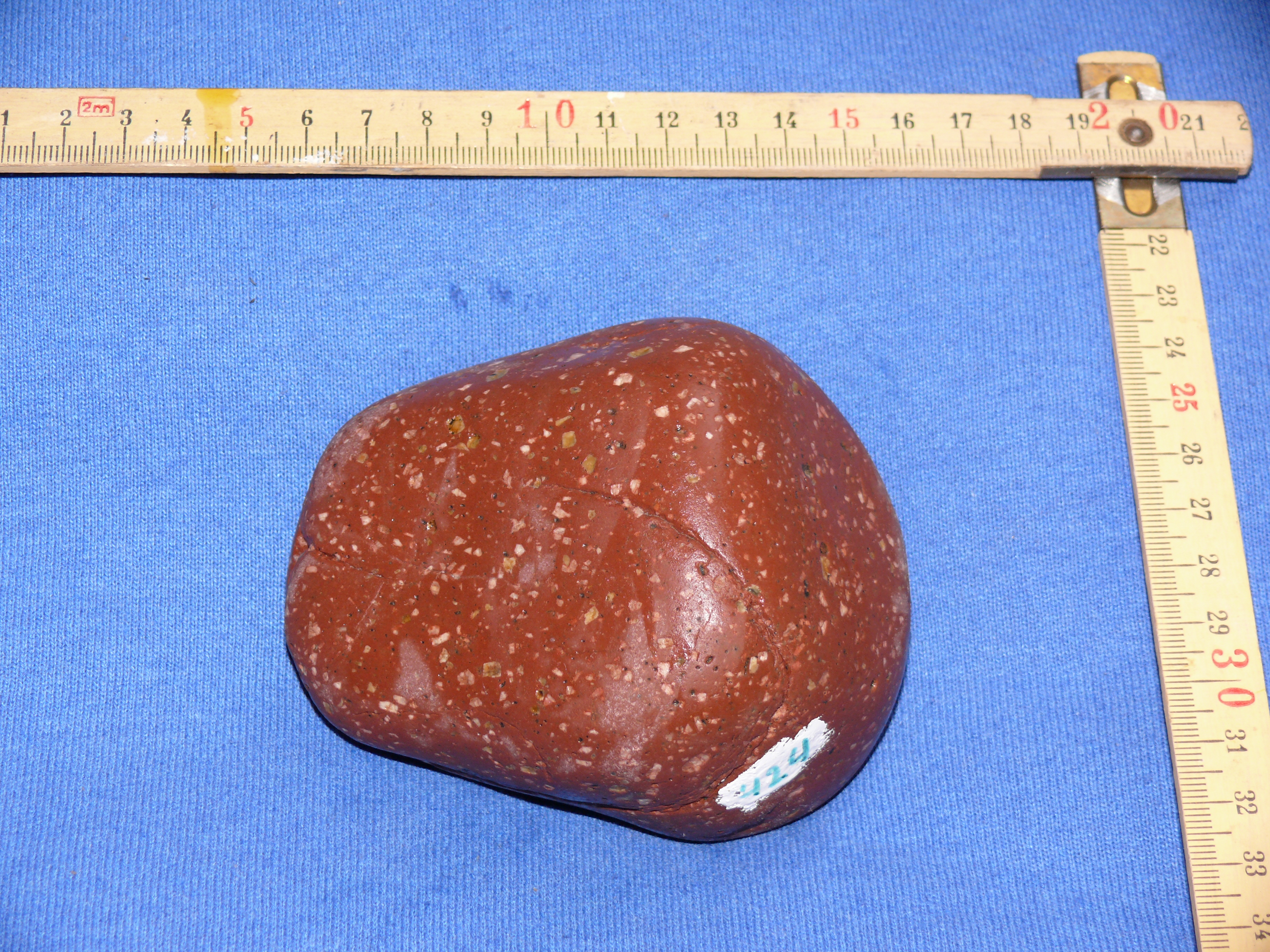
Porfido
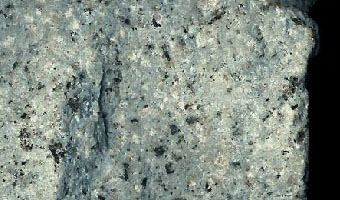
Trachite
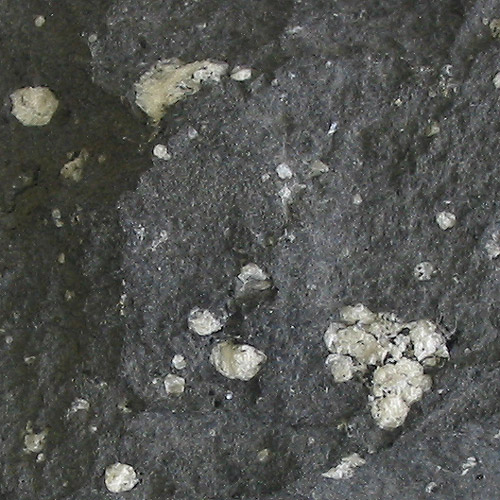
Andesite
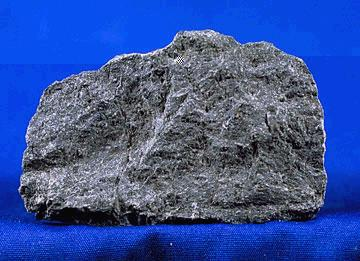
Basalto